# فرايشتات
فرياشتات (بالألمانية: Freystadt) هي بلدة ألمانية تقع في ألمانيا في مقاطعة نويماركت إن دير أوبربفالتز ‏. يقدر عدد سكانها بـ 8,491 نسمة .

## أعلام
- كارل ثوم